# Rebutia marsoneri

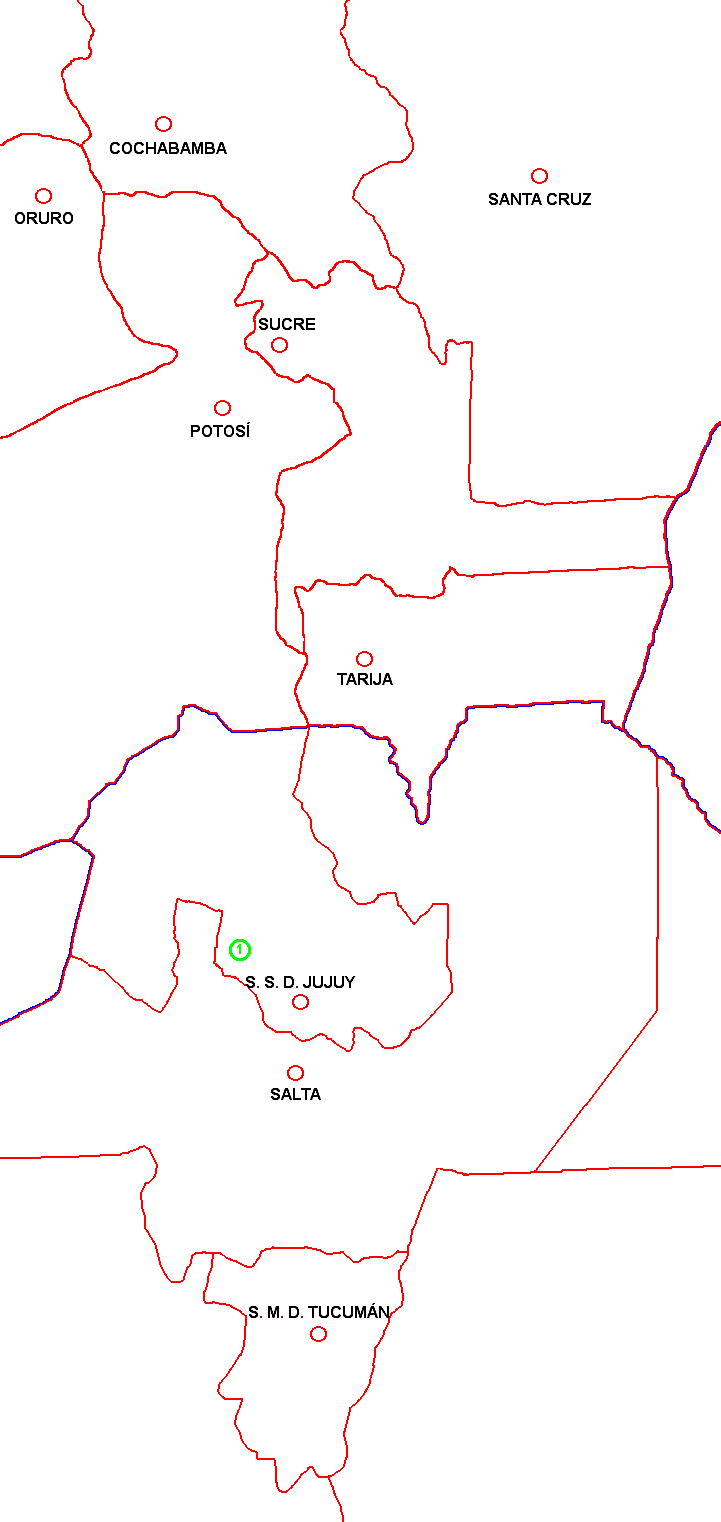
Mapa rozšíření R. marsoneri f. marsoneri

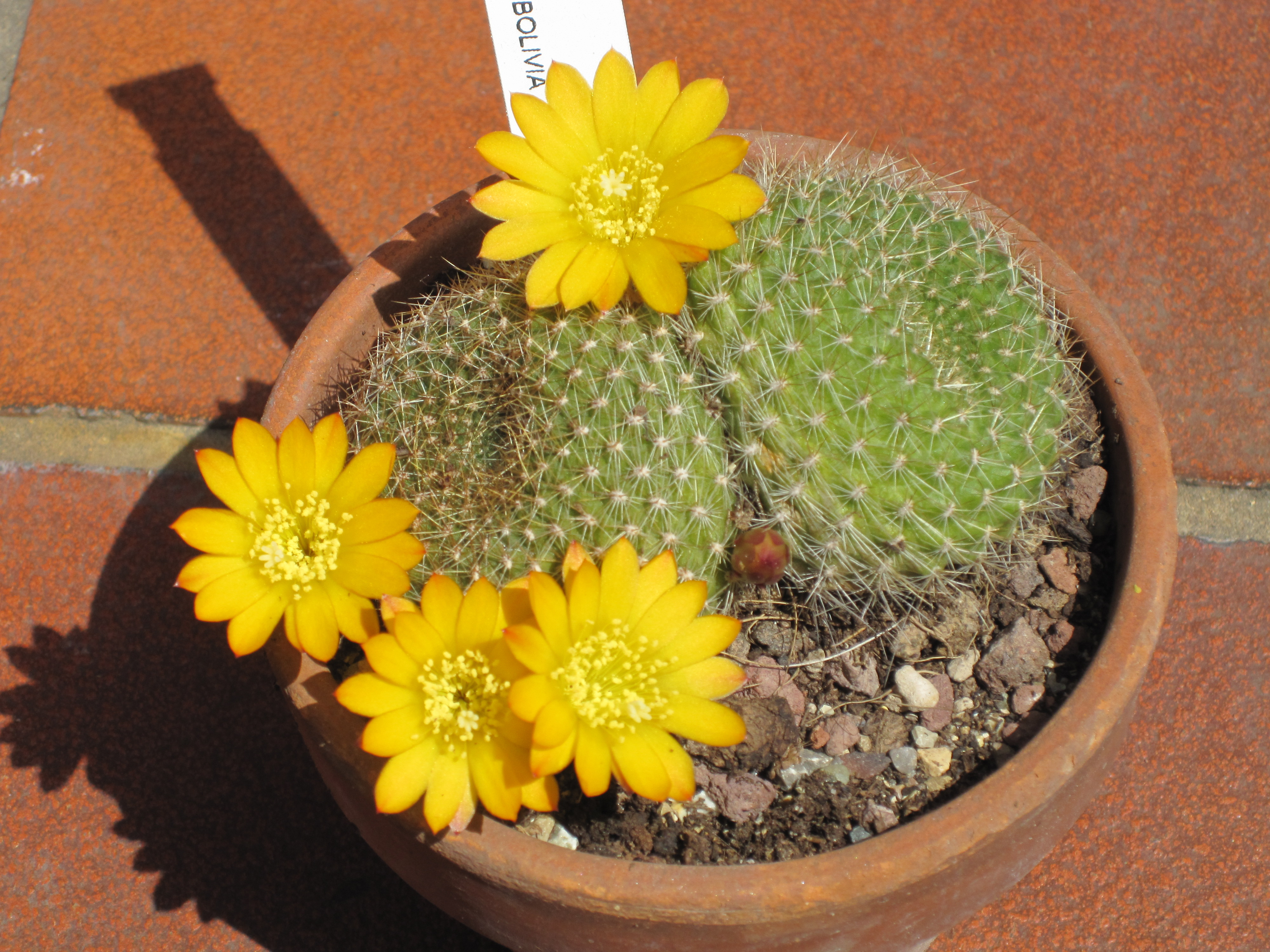
Rebutia marsoneri

Rebutia marsoneri je jeden ze starých druhů rodu rebucie, který je charakteristický svými karmínově červenými poupaty, ze kterých se vyvíjejí žluté cizosprašné květy. Pojmenován byl na počest jednoho z objevitelů, Oreste Marsonera, který rostliny nalezl při svých cestách společně s Harry Blossfeldem.

## Rebutia marsoneriWerd. f.marsoneri
Werdermann, Erich; Kakteenkunde, p, 2, 1937
Sekce Rebutia, řada Marsoneri
Synonyma: 
- Rebutia minuscula K.Sch. var. marsoneri (Werd.) Scholz, Inform.-brief Freundeskreis Echinopseen, 20: 9, 1995

### Popis
Stonky jednotlivé, v kultuře mírně odnožující, polokulovité, později více protáhlé, asi 45 mm široké a 30 mm vysoké, v kultuře často zřetelně delší, na temeni dosti hluboko snížené, s vláknitými kořeny a světle zelenou pokožkou. Žebra zcela rozložená v nízké, okrouhlé hrbolky, asi 2 mm vysoké, 3,5–4,5 mm navzájem vzdálené; areoly malé, okrouhlé, s krátkou, nahnědlou, vlnatou plstí, usazené na vrcholcích hrbolků. Trnů 30–35, štětinovité, ohebné, těžko rozlišitelné na okrajové a středové; ve spodní části areoly asi 20 bílých a 3–5 mm dlouhých, v horní části areoly 9–15 poněkud silnějších, 8–15 mm dlouhých, rezavě hnědých, zlatožlutých nebo bílých s dlouhou hnědou špičkou, všechny trny zčásti přilehlé až poněkud odstávající, někdy částečně ohnuté k tělu.
Květy hluboko postranní, asi 35–45 mm dlouhé a 30–35 mm široké, cizosprašné; květní lůžko ploše kulovité, asi 4 mm široké, vně světle nazelenale žluté, s trojúhelníkovitými, špičatými, karmínově červenými až olivově zelenými šupinami s málo četnými, drobounkými bílými vlnatými vlasy; květní trubka štíhlá, nálevkovitá, 20–24 mm dlouhá, vně světle nazelenale žlutá, s roztroušenými, trojúhelníkovitými, holými šupinami, na konci trubky až 10 mm dlouhými a 2 mm širokými, olivově zelenými, na vnější straně olivově načervenalými až karmínově červenými na špičce; okvětní lístky kopinaté až úzce kopisťovité, až 24 mm dlouhé a 5 mm široké, nahoře zaokrouhlené s krátkou špičkou, vně bledě žluté, uvnitř sytě zlatožluté až oranžové, vnější často s načervenalou špičkou; nitky světle zlatožluté, nasazené po celé květní trubce, prašníky bledě žluté; čnělka tenká, bledě žlutá, asi 20 mm dlouhá, se 4–6 bělavými, roztaženými, asi 2 mm dlouhými rameny blizny nad úrovní nejvyšších prašníků. Plod kulovitý, asi 5 mm velký, nahnědle žlutý, pokrytý trojúhelníkovitými, nahnědlými, 1 mm dlouhými šupinami, v jejichž paždí se vyskytují 3–5 mm dlouhé, bílé až nažloutlé, tuhé štětiny a bílá vlnatá plst. Semena čepičkovitá, asi 1 mm dlouhá, s poněkud vystupujícím bílým hilem a nálevkovitou mikropylární jamkou; testa leskle černá, ploše, na kýlu silněji bradavčitá.

### Variety a formy
R. marsoneri je dosti proměnlivý druh, což se vztahuje zejména k jejímu otrnění. I v našich sbírkách můžeme nalézt rostliny R. marsoneri s trny dlouhými jen několik málo mm, ale také trny dlouhé až 20 mm a často výrazně silnější. Značné rozdíly existují také ve vybarvení trnů, od čistě bílé, přes různě odstíny žluté a nahnědlé až po dosti sytě hnědou. Rovněž uspořádání trnů nad areolami a kolem těla se u jednotlivých klonů liší, stejně jako odstín vybarvení květů, kde sice vždy převládá žlutá, ale může být světlá i mnohem sytější, a někdy také s mnohem větším zastoupením červené. Existující odchylky většinou nejsou geneticky ustálené, často lze rozdíly u otrnění i v barvě květů pozorovat i mezi rostlinami z jediného výsevu.
Řada z výše uvedených odchylek byla obchodně rozšiřována pod samostatnými obchodními jmény, většinou jako zvláštní variety nebo formy, bez platného popisu. Z celého tohoto příbuzenského okruhu byl platně popsána, původně jako zvláštní druh (R. sieperdaiana) čistě bíle otrněná forma s charakteristickými květy R. marsoneri. Vzhledem ke skutečnosti, že pro tuto odchylku není známa samostatná populace, bude jí asi odpovídat spíše úroveň formy než variety. Jako R. marsoneri byl nověji s určitou nejistotou označen sběr K. Knížete KK 818.

### Výskyt a rozšíření
Přesné místo původu R. marsoneri není zcela jednoznačné, všeobecně je v literatuře uváděno jako severní Argentina, provincie Jujuy, nejspíše v oblasti Volcan Chani.